# آدیتی آواستی
آدیتی آواستی (انگلیسی: Aditi Avasthi؛ زادهٔ ۱۰ دسامبر ۱۹۸۱) کارآفرین اهل هند است.
وی همچنین برندهٔ جوایزی همچون ۱۰۰ زن بی‌بی‌سی شده‌است.